# Ос-Хансен, Астри
Астри Ос-Хансен (норв. Astri Aas-Hansen; род. 16 декабря 1970) — норвежский юрист, политический и государственный деятель. Член Рабочей партии. Министр юстиции и по чрезвычайным ситуациям с 4 февраля 2025 года.

## Биография
Родилась 16 декабря 1970 года.
Выросла в Лиллесанне.
Окончила юридический факультет Университета Осло.
С 2002 по 2017 год работала адвокатом. С 2017 года работала судьёй в суде первой инстанции Осло.

## Политическая карьера
С 1995 по 2002 год работала секретарём парламентской группы Рабочей партии.
С 2005 по 2013 год была государственным секретарем в Министерстве юстиции и по чрезвычайным ситуациям.
С 2019 года была заместителем председателя комитета по надзору за службами разведки, наблюдения и безопасности (известного как Комитет EOS), назначаемого стортингом. С 2021 года была председателем.
При перестановках 4 февраля 2025 года в правительстве под руководством Йонаса Гара Стёре назначена министром юстиции и по чрезвычайным ситуациям.